# Реим
Реи́м (ивр. רֵעִים‎, букв. «Друзья») — светский кибуц на юге Израиля, недалеко от сектора Газа. Расположен в месте слияния ручьев Бесор и Герар в северо-западной пустыне Негев. Подпадает под юрисдикцию регионального совета Эшколь. В 2020 году его население составляло 409 человек.
Реим был основан в 1949 году членами Израильской федерации мальчиков и девочек-скаутов, демобилизованными из Пальмаха.

## География
Реим расположен между дорогами 232 и 234 в западном Негеве, рядом с перекрёстками Реим и Гама. Руины древней Гамы (Телль-Джемме) расположены к западу от кибуца. К западу от Реима находится кибуц Кисуфим, а к северу — Беэри. Высота Реима составляет 50 м над уровнем моря, по его территории протекает ручей Бесор.

## История
Кибуц был основан в 1949 году бывшими членами Пальмаха под временным названием Ха-Цофим Вав (букв. «Скауты 6»). Затем он был назван Тель-Реим (иврит: תל רעים, букв. «Холм друзей») в честь арабского перевода близлежащего археологического памятника Телль-Джемме. В конечном итоге он был переименован в Реим в память о членах Гарина[прояснить], погибших в арабо-израильской войне 1948 года. Имя, означающее «друзья», было взято из Книги Притчей (18:24), чтобы символизировать их.
Кибуц был спроектирован архитектором Хананом Хабароном, одним из основателей кибуца и его членом до своей смерти в 2000 году. Аскетический стиль описывался как визуальное выражение социального и архитектурного мировоззрения Хабарона.
Армия обороны Израиля (ЦАХАЛ) имеет базу недалеко от кибуца. До ухода Израиля из сектора Газа в 2005 году (по плану одностороннего размежевания) база использовалась в качестве лагеря для эвакуирующихся войск. После вывода войск Реим стал целью для ракет «Кассам», выпущенных по нему из сектора Газа. В 2008 году войска ЦАХАЛа на близлежащей базе возле Нахаль Оз потребовали переместить базу в район недалеко от Реима, подальше от минометного огня Хамаса.
7 октября 2023 года Реим был ненадолго захвачен боевиками ХАМАСа во время битвы при Реиме. Сообщалось о десятках жертв среди израильтян из этого района. В тот же день, во время музыкального фестиваля на территории кибуца, боевики Хамаса захватили мероприятие, беспорядочно стреляя по толпе и причинив сотни жертв, многие другие были ранены или взяты в заложники.

## Население
По данным Центрального статистического бюро Израиля, население на начало 2020 года составляло 409 человек.

## Экономика
Экономика кибуца основана на сельском хозяйстве и лазерном заводе Исралазер. IsraBig, производящая штампы для штамповки, также имеет завод в Реиме. В кибуце также есть бизнес по сдаче комнат в аренду, в том числе палаток для бедуинов. Он пострадал в результате конфликта между Израилем и сектором Газа, и кибуц снизил цены. В 2008 году Реим приступил к реализации проекта, который сделает его первым сообществом в Израиле и, возможно, во всем мире, которое полностью будет полагаться на солнечную энергию для внутреннего потребления. Компания Sunday, которая продает эту технологию в Израиле, должна установить солнечные панели на всех 130 крышах кибуца. Стоимость проекта оценивается от 60 до 100 миллионов шекелей, и ожидается, что инвестиции окупятся через 10 лет. Затраты и доходы от электроэнергии должны быть разделены поровну между кибуцем и Sunday, а любой излишек энергии должен быть продан Израильской электрической компании.